# Anopheles algeriensis
Anopheles algeriensis ist eine Art der Malariamücken (Anopheles), zu der heute auch die im Gebiet des Irak gefundene Anopheles lukisii als Synonym gestellt wird.
Sie kommt im Mittelmeergebiet, in Vorderasien und Südrussland häufig vor, in Deutschland wird sie nur selten gefunden.
Anopheles algeriensis hat ungefleckte Flügel, braune Schuppenbüschel auf dem Scheitel und einen braunen Thorax. Die Weibchen legen ihre Eier in schattige, tiefe Gewässer, dabei wird auch Brackwasser toleriert. Die Art überwintert in Deutschland als Larve. Imagines halten sich bevorzugt in Sümpfen auf, sie sind auch tagsüber sehr stechfreudig. Anopheles algeriensis saugt meist an Wild- oder Haustieren, nur gelegentlich an Menschen.
In Deutschland war die Art wegen ihrer Seltenheit ohne Bedeutung für die Verbreitung der Malaria.